# Список депутатів Верховної ради РРФСР III скликання
Список депутатів Верховної ради РРФСР III скликання включає 763 депутатів, обраних в лютому 1951 року. Депутати Верховної ради Російської РФСР III скликання працювали з 1951 по 1955 рік.

## А
1. Абдулліна Каріма Мухамедьярівна, Башкирська АРСР
2. Абрамов Павло Васильович, Москва
3. Абрамов Яків Іванович, Новгородська область
4. Адо Андрій Дмитрович, Татарська АРСР
5. Ажирков Петро Іванович, Московська область
6. Азізов Міргаріфан Замалійович, Татарська АРСР
7. Аккубекова Ямал Галіївна, Башкирська АРСР
8. Акулініна Валентина Семенівна, Краснодарський край
9. Алабугіна Ганна Олексіївна, Новосибірська область
10. Алабишев Іван Павлович, Архангельська область
11. Алейникова Олександра Іларіонівна, Ростовська область
12. Александрова Ганна Василівна, Калінінградська область
13. Александрова Зоя Дмитрівна, Читинська область
14. Алексєєв Василь Ілліч, Кемеровська область
15. Алмазова Марія Олександрівна, Ленінградська область
16. Алмазова Надія Вікторівна, Псковська область
17. Альохін Дмитро Іванович, Курська область
18. Альошина Ганна Дмитрівна, Івановська область
19. Анастасієва Алевтина Іванівна, Татарська АРСР
20. Андрєєв Андрій Андрійович, Новосибірськ
21. Андрєєв Володимир Олександрович, Калінінградська область
22. Андрєєва Зоя Ананіївна, Чуваська АРСР
23. Андрєєва Марія Іллівна, Калінінська область
24. Андріанов Василь Михайлович, Ленінград
25. Анікушин Тихін Матвійович, Брянська область
26. Анічков Микола Миколайович, Брянська область
27. Антонова Олександра Гуріївна, Хабаровський край
28. Антошкіна Катерина Діомідівна, Ленінград
29. Апряткін Семен Семенович, Грозненська область
30. Арбулієв Магомед Магомедович, Дагестанська АРСР
31. Арнатов Іван Степанович, Курська область
32. Аронов Василь Петрович, Приморський край
33. Архипова Клавдія Георгіївна, Московська область
34. Астахов Матвій Іванович, Тульська область
35. Афанасьєв Іван Михайлович, Воронезька область
36. Афанасьєв Семен Петрович, Московська область

## Б
1. Бабинцева Марія Василівна, Чкаловська область
2. Бабуріна Єлизавета Пилипівна, Москва
3. Баєв Павло Ілліч, Мурманська область
4. Баженова Катерина Михайлівна, Марійська АРСР
5. Байков Іван Іванович, Хабаровський край
6. Баранов Іван Іванович, Московська область
7. Баранов Павло Володимирович, Курганська область
8. Барвінський Олександр Сергійович, Івановська область
9. Бардєєва Ганна Сергіївна, Московська область
10. Баскаков Сергій Олексійович, Молотовська область
11. Баскакова Євдокія Семенівна, Воронезька область
12. Батирмурзаєв Абдул-Гамід Нухайович, Дагестанська АРСР
13. Бахтіна Зоя Дмитрівна, Хабаровський край
14. Бегеретова Зоя Аліївна, Краснодарський край
15. Бездомов Григорій Андрійович, Челябінська область
16. Безсонов Михайло Михайлович, Кемеровська область
17. Безчастнов Олексій Дмитрович, Сталінградська область
18. Бенькович Лев Єфремович, Хабаровський край
19. Бердова Параска Павлівна, Свердловська область
20. Березін Іван Омелянович, Ростовська область
21. Берія Лаврентій Павлович, Москва
22. Бєлова Марія Єгорівна, Московська область
23. Бєлова Марія Степанівна, Горьковська область
24. Бєлоконь Сергій Юхимович, Сахалінська область
25. Бєлорусець Сергій Іванович, Рязанська область
26. Бєлотєлов Микола Павлович, Саратовська область
27. Бєляєв Віктор Петрович, Вологодська область
28. Бєляєв Федір Архипович, Великолуцька область
29. Биков Костянтин Михайлович, Ленінград
30. Бистрова Лідія Костянтинівна, Тамбовська область
31. Бистровідова Валентина Павлівна, Горьковська область
32. Битюков Степан Павлович, Курська область
33. Биховський Абрам Ісайович, Молотов
34. Бірюзов Сергій Семенович, Приморський край
35. Бобровников Микола Іванович, Москва
36. Багатко Олександр Миколайович, Алтайський край
37. Богачов Іван Миколайович, Свердловська область
38. Богданов Василь Дмитрович, Калузька область
39. Бондаренко Олексій Дмитрович, Брянська область
40. Борін Костянтин Олександрович, Краснодарський край
41. Борисенко Анатолій Семенович, Саратовська область
42. Борисов Кирило Ілліч, Севастополь
43. Бородкін Микола Мартинович, Приморський край
44. Бортаковський Іван Іванович, Рязанська область
45. Бочвар Андрій Анатолійович, Калінінська область
46. Бошьян Геворг Мнацаканович, Московська область
47. Брант Георгій Ростиславович, Владимирська область
48. Брейво Борис Борисович, Пензенська область
49. Брусенцова Марфа Ігнатівна, Красноярський край
50. Брилякова Євдокія Юхимівна, Молотовська область
51. Бугаєнко Олександра Олексіївна, Сталінградська область
52. Буєвєров Олексій Матвійович, Курганська область
53. Бузина Пелагія Сергіївна, Владимирська область
54. Булганін Микола Олександрович, Москва
55. Бурова Віра Василівна, Чкаловська область
56. Бутузов Сергій Михайлович, Красноярський край
57. Бухаріна Олена Сергіївна, Свердловська область

## В
1. Вагапов Сабір Ахмедьянович, Башкирська АРСР
2. Валіулліна Аміна Гайфулівна, Татарська АРСР
3. Валуєв Яків Петрович, Смоленська область
4. Ванніков Борис Львович, Молотовська область
5. Вараксова Олександра Миколаївна, Краснодарський край
6. Варюшенков Борис Миколайович, Московська область
7. Василенко Іван Михайлович, Алтайський край
8. Васильєв Іван Васильович, Кіровська область
9. Васильєв Іван Фролович, Новосибірська область
10. Васильєв Микола Михайлович, Брянська область
11. Васильєва Марія Василівна, Курганська область
12. Васильченко Лариса Петрівна, Калінінська область
13. Вахнін Микола Дмитрович, Комі АРСР
14. Веденяпін Георгій Олександрович, Горький
15. Венде Ольга Денисівна, Смоленська область
16. Веселов Микола Дмитрович, Ярославська область
17. Веселов Сергій Степанович, Московська область
18. Вечтомова Ольга Миколаївна, Архангельська область
19. Виноградов Олександр Павлович, Татарська АРСР
20. Виноградов Василь Михайлович, Ярославська область
21. Виноградов Віктор Володимирович, Горький
22. Вишняков Олексій Антонович, Чкаловська область
23. Владирчик Ольга Семенівна, Куйбишевська область
24. Власов Олександр Васильович, Москва
25. Водков Аркадій Петрович, Саратовська область
26. Войтович Олексій Михайлович, Хабаровський край
27. Волков Олександр Петрович, Московська область
28. Волков Володимир Олександрович, Московська область
29. Волкова Марія Михайлівна, Московська область
30. Воробйов Аркадій Іванович, Москва
31. Воробйов Олександр Олександрович, Свердловська область
32. Воробйов Олександр Васильович, Москва
33. Воронков Олексій Васильович, Москва
34. Воронцова Ксенія Іванівна, Новосибірськ
35. Ворошилов Климент Єфремович, Сталінград
36. Ворошин Володимир Іванович, Москва

## Г
1. Гагурін Іван Федорович, Калінінська область
2. Галонський Павло Петрович, Башкирська АРСР
3. Галушкіна Євгенія Дмитрівна, Ростовська область
4. Ганін Григорій Андрійович, Калузька область
5. Гаркушенко Костянтин Григорович, Ростов-на-Дону
6. Гасникова Варвара Семенівна, Красноярський край
7. Гедигушев Ахмед Умахожевич, Ставропольський край
8. Герасимов Олександр Михайлович, Тамбовська область
9. Гладков Михайло Іванович, Краснодарський край
10. Глашкіна Ганна Михайлівна, Тульська область
11. Глєбов Іван Михайлович, Башкирська АРСР
12. Глєбов Федір Іванович, Горьковська область
13. Говорушкін Василь Степанович, Рязанська область
14. Голенков Володимир Іванович, Новосибірська область
15. Головін Володимир Порфирович, Татарська АРСР
16. Головко Арсеній Григорович, Ленінград
17. Голубинцева Тамара Петрівна, Кемеровська область
18. Гольцов Василь Спиридонович, Тюменська область
19. Гончаров Василь Олександрович, Московська область
20. Гопко Ганна Купріянівна, Саратовська область
21. Горбач Микита Миколайович, Красноярський край
22. Горбачова Антоніна Іванівна, Башкирська АРСР
23. Горбенко Іван Іванович, Ростовська область
24. Горбунов Михайло Іванович, Свердловська область
25. Горіна Віра Гнатівна, Саратов
26. Горлінський Микола Дмитрович, Ленінград
27. Горнов Микола Олександрович, Хабаровський край
28. Горохова-Долгова Марія Михайлівна, Мордовська АРСР
29. Горошкін Іван Васильович, Пензенська область
30. Горшков Андрій Васильович, Великолуцька область
31. Горшков Йосип Степанович, Тамбовська область
32. Горшков Яким Васильович, Владимирська область
33. Горяйнова Зоя Іванівна, Грозненська область
34. Горячев Федір Степанович, Тюменська область
35. Грекова Надія Григорівна, Красноярський край
36. Григор'єва Олександра Антонівна, Мурманська область
37. Гритасова Марфа Василівна, Краснодарський край
38. Гришин Іван Тимофійович, Сталінградська область
39. Громакова Клавдія Федорівна, Калузька область
40. Громов Григорій Петрович, Ростовська область
41. Грудцина Зінаїда Микитівна, Красноярський край
42. Губін Костянтин Олександрович, Рязанська область
43. Губкін Павлін Миколайович, Челябінська область
44. Гузенко Марія Опанасівна, Хабаровський край
45. Гумілевська Віра Сергіївна, Тульська область
46. Гусєв Іван Васильович, Рязанська область
47. Гусєв Матвій Степанович, Калінінська область
48. Гусєв Михайло Ілліч, Кемеровська область

## Д
1. Давидова-Мчедлідзе Віра Олександрівна, Москва
2. Дадонов Федір Микитович, Брянська область
3. Данилова Анастасія Петрівна, Якутська АРСР
4. Дев'ятова Зайнаб Хайрулінівна, Башкирська АРСР
5. Дегтярьова Капітоліна Миколаївна, Алтайський край
6. Дєєва Тетяна Василівна, Курська область
7. Денисов Георгій Аполінарійович, Курганська область
8. Денисов Георгій Якович, Кабардинська АРСР
9. Денисова Ніна Петрівна, Кримська область
10. Державін Олександр Іванович, Ставропольський край
11. Дерябін Степан Андрійович, Вологодська область
12. Дінмухаметов Галей Афзалетдінович, Татарська АРСР
13. Добринін Григорій Прокопович, Ростовська область
14. Дойнікова Валентина Миколаївна, Орловська область
15. Домбровська Юлія Хомівна, Москва
16. Донський Володимир Михайлович, Москва
17. Дорохов Михайло Якимович, Ставропольський край
18. Дроздов Володимир Васильович, Чкаловська область
19. Дроздова Ольга Олексіївна, Воронезька область
20. Другова Клавдія Яківна, Архангельська область
21. Дружиніна Ганна Іванівна, Новгородська область
22. Дубінін Михайло Михайлович, Ярославська область
23. Дубровіна Людмила Миколаївна, Сахалінська область
24. Дуванов Павло Антонович, Воронезька область
25. Дудіна Олександра Іванівна, Смоленська область
26. Дьяков Микола Якович, Тувинська автономна область
27. Дюков Віктор Володимирович, Калінінградська область

## Е
1. Ельгер Семен Васильович, Чуваська АРСР
2. Еренбург Ілля Григорович, Саратовська область

## Є
1. Євсеєв Василь Петрович, Астраханська область
2. Єлисеєв Павло Петрович, Марійська АРСР
3. Єлян Амо Сергійович, Горьковська область
4. Єрмакова Агафія Петрівна, Московська область
5. Єрмолаєв Микола Дмитрович, Приморський край
6. Єрмолаєв Михайло Федорович, Воронезька область
7. Єрмолаєв Олексій Костянтинович, Башкирська АРСР
8. Єршов Валентин Миколайович, Костромська область
9. Єфимов Єгор Юхимович, Чуваська АРСР
10. Єфремов Іван Федорович, Північно-Осетинська АРСР
11. Єфремов Леонід Миколайович, Куйбишевська область

## Ж
1. Жарич Феодосій Григорович, Рязанська область
2. Живодерников Михайло Арсенович, Новосибірськ
3. Жиганов Назіб Гаязович, Татарська АРСР
4. Жилін Іван Аркадійович, Курганська область
5. Жуйкова Антоніна Федорівна, Кіровська область
6. Жуков Іван Іванович, Пензенська область
7. Жуков Ілля Васильович, Вологодська область

## З
1. Заборська Клавдія Павлівна, Пензенська область
2. Завенягін Авраамій Павлович, Тульська область
3. Загафуранов Файзрахман Загафуранович, Башкирська АРСР
4. Зайцев Микола Миколайович, Молотов
5. Зайцева Ганна Миколаївна, Калінінська область
6. Зайчиков Василь Никифорович, Ленінградська область
7. Захаров Андрій Іванович, Якутська АРСР
8. Захаров Семен Єгорович, Удмуртська АРСР
9. Захарова Зоя Олексіївна, Удмуртська АРСР
10. Захваткіна Іраїда Прокопівна, Молотов
11. Звьоздіна Лідія Петрівна, Івановська область
12. Здановська-Незванова Клара Георгіївна, Ярославська область
13. Земляниченко Віктор Федорович, Свердловськ
14. Зернов Михайло Дмитрович, Брянська область
15. Зінченко Василь Омелянович, Краснодарський край
16. Зименкова Ганна Павлівна, Смоленська область
17. Зимін Іван Миколайович, Калінінська область
18. Зирянов Павло Іванович, Приморський край
19. Зорін Іван Васильович, Чкаловська область
20. Зубов Олександр Васильович, Куйбишевська область
21. Зуєва Тетяна Михайлівна, Тамбовська область

## І
1. Іванов Микола Григорович, Удмуртська АРСР
2. Іванов Михайло Іванович, Ростовська область
3. Іванова Тетяна Іларіонівна, Чуваська АРСР
4. Івлєва Пелагія Сергіївна, Московська область
5. Ігаєв Семен Степанович, Мордовська АРСР
6. Ігнатов Борис Анатолійович, Челябінська область
7. Ігошин Петро Володимирович, Горьковська область
8. Ігумнова Капітоліна Олександрівна, Московська область
9. Ізюмов Олексій Федорович, Читинська область
10. Ільїна Ольга Василівна, Ленінградська область
11. Ільїчов Леонід Федорович, Чкаловська область
12. Іллюшин Олексій Антонович, Ленінград
13. Ілясов Микола Федорович, Кемеровська область
14. Ісаєв Павло Миколайович, Свердловська область
15. Ісаковський Михайло Васильович, Смоленська область
16. Іскандеров Саліх Іскандерович, Татарська АРСР
17. Істомін Микола Олександрович, Свердловська область

## К
1. Каганович Лазар Мойсейович, Свердловськ
2. Казакова Катерина Михайлівна, Брянська область
3. Казнов Федір Васильович, Івановська область
4. Каїров Іван Андрійович, Куйбишевська область
5. Кайгородова Тамара Дмитрівна, Алтайський край
6. Калинников Трохим Георгійович, Хабаровський край
7. Калін Микола Григорович, Вологодська область
8. Калушина Антоніна Яківна, Челябінська область
9. Каменєв Петро Ілліч, Башкирська АРСР
10. Кампов-Полевой Борис Миколайович, Пензенська область
11. Капацинська Антоніна Олександрівна, Горьковська область
12. Капітонов Іван Васильович, Московська область
13. Карасьов Павло Герасимович, Владимирська область
14. Карпенко Микола Матвійович, Алтайський край
15. Карпов Віктор Андріанович, Московська область
16. Карпович Катерина Миколаївна, Томська область
17. Катков Анатолій Михайлович, Ростовська область
18. Кашутіна Ольга Дмитрівна, Горьковська область
19. Керичев В'ячеслав Михайлович, Горький
20. Кисельова Олександра Матвіївна, Орловська область
21. Кисельова Ганна Миколаївна, Алтайський край
22. Кисельова Клавдія Спиридонівна, Костромська область
23. Кисляков Михайло Єгорович, Курська область
24. Кімстач Олександр Карлович, Саратовська область
25. Кіскін Микола Герасимович, Ульяновська область
26. Клемпарська Наталія Никифорівна, Челябінськ
27. Климов Володимир Якович, Ленінград
28. Климович Віталій Михайлович, Пензенська область
29. Кобелєв Борис Миколайович, Іркутська область
30. Ковалевський Григорій Павлович, Курська область
31. Ковальов Микола Миколайович, Ленінград
32. Ковальов Федір Лукич, Московська область
33. Ковальова Акулина Іванівна, Красноярський край
34. Ковальова Марія Іванівна, Курська область
35. Ковригіна Марія Дмитрівна, Башкирська АРСР
36. Козаченко Борис Григорович, Молотовська область
37. Козенко Василь Іванович, Башкирська АРСР
38. Козлов Олексій Іванович, Читинська область
39. Козлова Віра Іванівна, Свердловська область
40. Кокурін Іван Васильович, Ярославська область
41. Колдушко Олена Миколаївна, Челябінська область
42. Колесников Пантелеймон Никифорович, Курська область
43. Колесников Порфирій Костянтинович, Чкаловська область
44. Колесова Ганна Василівна, Владимирська область
45. Колобов Микола Романович, Тамбовська область
46. Колпаков Іван Васильович, Вологодська область
47. Колядина Варвара Василівна, Пензенська область
48. Комзін Іван Васильович, Куйбишевська область
49. Комлєв Матвій Кіндратович, Омська область
50. Кондакова Євдокія Олександрівна, Челябінська область
51. Кондрашкіна Катерина Іванівна, Рязанська область
52. Кондрашов Георгій Миколайович, Іркутська область
53. Конкіна Ганна Опанасівна, Брянська область
54. Коноплянникова Катерина Яківна, Саратов
55. Константинов Ілля Миколайович, Іркутська область
56. Корабельникова Лідія Гаврилівна, Москва
57. Корешков Михайло Єгорович, Московська область
58. Корихалова Єлизавета Володимирівна, Вологодська область
59. Корнєєв Василь Никифорович, Воронезька область
60. Корнилович Валентина Іванівна, Сахалінська область
61. Коробцова Пелагія Андріївна, Ростовська область
62. Коровецька Наталія Никифорівна, Орловська область
63. Корогодін Павло Євдокимович, Ульяновська область
64. Корольов Василь Васильович, Москва
65. Коронова Надія Григорівна, Сталінградська область
66. Короткова Катерина Максимівна, Курська область
67. Косачова Ганна Вавилівна, Новосибірськ
68. Косинська Марія Іванівна, Кемеровська область
69. Костіна Онисія Сергіївна, Рязанська область
70. Кострикова Єлизавета Миронівна, Кіровська область
71. Кострова Олександра Миколаївна, Костромська область
72. Косигін Олексій Миколайович, Ярославська область
73. Коханський Василь Аркадійович, Читинська область
74. Кочина Пелагія Яківна, Москва
75. Крапчин Іван Георгійович, Орловська область
76. Красильников Кузьма Онисімович, Костромська область
77. Краснобаєва Ганна Яківна, Ленінградська область
78. Крахмальов Михайло Костянтинович, Тамбовська область
79. Краюхін Василь Миколайович, Свердловська область
80. Крестьянінов Василь Іванович, Москва
81. Крестьянінова Антоніна Павлівна, Саратовська область
82. Кримська Віра Петрівна, Свердловськ
83. Кропачов Георгій Григорович, Кіровська область
84. Кротков Євген Сергійович, Ставропольський край
85. Круглов Віталій Михайлович, Калінінська область
86. Крупін Дмитро Васильович, Ростовська область
87. Крутельова Марія Степанівна, Костромська область
88. Круткіна Олександра Євгенівна, Тюменська область
89. Кряжев Василь Ілліч, Кіровська область
90. Кудрявцев Олександр Васильович, Кіровська область
91. Кудюшина Ольга Яківна, Ленінград
92. Кузнєцов Василь Васильович, Саратов
93. Кузнєцов Костянтин Петрович, Москва
94. Кузнєцов Федір Федотович, Ульяновська область
95. Кузнєцова Василиса Микитівна, Рязанська область
96. Кузнєцова Пелагія Семенівна, Астраханська область
97. Кузьміна Марія Григорівна, Мордовська АРСР
98. Кузьмичова Тамара Федорівна, Амурська область
99. Куксова Галина Гнатівна, Курська область
100. Кулаков Микола Михайлович, Севастополь
101. Кулахметова Аміна Галіївна, Татарська АРСР
102. Кулик Сергій Миколайович, Омська область
103. Купнова Тетяна Матвіївна, Омська область
104. Кураков Олексій Миколайович, Тульська область
105. Куршев Олександр Миколайович, Краснодарський край
106. Кусммов Тагір Таїпович, Башкирська АРСР
107. Кушаков Панас Єфремович, Кемеровська область

## Л
1. Лабзіна Ганна Тихонівна, Ульяновська область
2. Ладанов Петро Федорович, Ленінград
3. Ладейников Сергій Васильович, Омська область
4. Ламакін Сергій Кузьмич, Калінінська область
5. Лаптєв Микола Васильович, Челябінськ
6. Лаптєва Валентина В'ячеславівна, Рязанська область
7. Ларін Тимофій Філатович, Тульська область
8. Латишев Тимофій Лаврентійович, Челябінська область
9. Лахіна Любов Іванівна, Омська область
10. Лебедєв Микола Георгійович, Краснодарський край
11. Левченко Гордій Іванович, Краснодарський край
12. Лелюшенко Дмитро Данилович, Амурська область
13. Леонов Дмитро Сергійович, Ленінград
14. Леонтьєв Віктор Петрович, Ленінградська область
15. Леонтьєва Катерина Іванівна, Горьковська область
16. Лепешинська Ольга Борисівна, Рязанська область
17. Ликова Лідія Павлівна, Івановська область
18. Лисенко Олександр Карпович, Воронезька область
19. Лискова Ганна Сергіївна, Архангельська область
20. Лобанов Іван Петрович, Калінінська область
21. Лобанов Павло Павлович, Омська область
22. Лобков В'ячеслав Миколайович, Татарська АРСР
23. Логинов Савелій Прохорович, Архангельська область
24. Логинов Федір Георгійович, Сталінград
25. Лозановська Лідія Дмитрівна, Краснодарський край
26. Локтьова Надія Миколаївна, Ленінград
27. Ломоносов Сергій Іванович, Іркутська область
28. Луканін Дмитро Юхимович, Калузька область
29. Лупинов Захар Петрович, Челябінська область
30. Лялін Павло Миколайович, Кримська область
31. Лялін Серафим Миколайович, Тульська область
32. Лямов Василь Павлович, Якутська АРСР
33. Ляшенко Надія Василівна, Воронезька область

## М
1. Магомедова Ханум Магомедівна, Дагестанська АРСР
2. Макаров Василь Омелянович, Новосибірська область
3. Макаров Микола Семенович, Новосибірська область
4. Макаров Михайло Іванович, Красноярський край
5. Макаров Сергій Григорович, Курська область
6. Макарова Євлампія Іванівна, Тюменська область
7. Макаричева Ганна Василівна, Приморський край
8. Максимов Олексій Іванович, Орловська область
9. Максимова Лідія Микитівна, Удмуртська АРСР
10. Максимова Марія Костянтинівна, Новгородська область
11. Малєєв Михайло Григорович, Курська область
12. Маленков Георгій Максиміліанович, Московська область
13. Малигін Юрій Миколайович, Московська область
14. Малишев Арсеній Дмитрович, Московська область
15. Малініна Параска Андріївна, Костромська область
16. Мальцев Анатолій Іванович, Івановська область
17. Мамонов Федір Антонович, Астраханська область
18. Марова Тетяна Михайлівна, Молотовська область
19. Мартинова Ніна Дмитріївна, Кіровська область
20. Мартьянов Андрій Євдокимович, Чкаловська область
21. Маслов Василь Олексійович, Воронезька область
22. Матвєєв Олексій Миколайович, Калінінська область
23. Матвєєва Олександра Юхимівна, Читинська область
24. Матросова Клавдія Герасимівна, Новосибірська область
25. Матюшин Сергій Васильович, Новгородська область
26. Махоніна Галина Федорівна, Ярославська область
27. Маш'янова Ганна Йосипівна, Вологодська область
28. Медведєв Аристарх Іванович, Московська область
29. Медведєва Агнія Михайлівна, Свердловська область
30. Мельничук Катерина Пилипівна, Бурят-Монгольська АРСР
31. Мендріна Ганна Федорівна, Ставропольський край
32. Меньшова Марія Прокопівна, Краснодарський край
33. Миронова Зоя Василівна, Москва
34. Миротворцев Микола Миколайович, Татарська АРСР
35. Михайлов Микола Васильович, Грозненська область
36. Михайлов Микола Олександрович, Алтайський край
37. Мідзяєва Єлизавета Яківна, Саратовська область
38. Мікоян Анастас Іванович, Ростов-на-Дону
39. Мілованова Олександра Петрівна, Тамбовська область
40. Мініна Євдокія Михеївна, Курганська область
41. Мітюшкін Веніамін Васильович, Алтайський край
42. Моїсеєнко Ганна Антонівна, Приморський край
43. Молотов В'ячеслав Михайлович, Москва
44. Мордвінов Аркадій Григорович, Мордовська АРСР
45. Морозов Олексій Іванович, Кемеровська область
46. Морозова Марія Василівна, Мордовська АРСР
47. Мосалов Микола Іванович, Татарська АРСР
48. Мотов Аркадій Дмитрович, Москва
49. Мошкіна Олександра Іванівна, Кіровська область
50. Муравленко Віктор Іванович, Куйбишевська область
51. Муравйова Нонна Олександрівна, Івановська область
52. Муратов Зіннят Ібетович, Татарська АРСР
53. Мурзіна Олімпіада Миколаївна, Кемеровська область
54. Мустафін Хуснулла Мутигуллич, Башкирська АРСР
55. Мухаркін Дмитро Петрович, Свердловська область
56. М'ясникова Анастасія Тихонівна, Омськ

## Н
1. Насонкіна Наталія Іванівна, Тамбовська область
2. Наумова Ксенія Дмитрівна, Красноярський край
3. Некрасов Клавдій Васильович, Вологодська область
4. Некрасов Костянтин Сергійович, Сталінград
5. Некрасов Олексій Матвійович, Калузька область
6. Непомняща Наталя Дмитрівна, Алтайський край
7. Нікітін Іван Микитович, Московська область
8. Ніколаєв Федір Федорович, Краснодарський край
9. Ніколашкін Федір Павлович, Тамбовська область
10. Нікольська Ганна Дмитрівна, Ульяновська область
11. Нікольська Євгенія Василівна, Брянська область
12. Ніконова Клавдія Федорівна, Іркутська область
13. Новожилова Марія Михайлівна, Горький
14. Носенков Олександр Васильович, Ленінград
15. Носова Олена Іллівна, Воронезька область

## О
1. Оборін Пилип Маркелович, Молотовська область
2. Обухова Клавдія Миколаївна, Сталінградська область
3. Окунєв Іван Васильович, Свердловська область
4. Олійник Захар Федорович, Московська область
5. Олюнін Ілля Єгорович, Горьковська область
6. Опарін Олександр Іванович, Москва
7. Опутін Геннадій Георгійович, Молотовська область
8. Орлова Онисія Георгіївна, Омськ
9. Ососков Валентин Іванович, Горьковська область
10. Оцокова Мумінат, Дагестанська АРСР

## П
1. Павлов Яків Федотович, Новгородська область
2. Падін Дмитро Прокопович, Омська область
3. Панєв Зосима Васильович, Комі АРСР
4. Панкратова Єлизавета Василівна, Московська область
5. Пантиков Петро Петрович, Краснодарський край
6. Панфілова Раїса Леонідівна, Іркутська область
7. Панфьоров Федір Іванович, Сталінградська область
8. Панькін Іван Степанович, Сталінградська область
9. Пегов Микола Михайлович, Івановська область
10. Первенцев Аркадій Олексійович, Краснодарський край
11. Перекрьостов Андрій Андрійович, Ставропольський край
12. Перекрьостов Григорій Никифорович, Куйбишевська область
13. Петрова Ганна Македонівна, Кемеровська область
14. Петрова Марія Яківна, Ленінград
15. Петрухін Олександр Трохимович, Кримська область
16. Пєтухов Борис Федорович, Краснодарський край
17. Пішуліна Варвара Григорівна, Воронезька область
18. Платонов Василь Іванович, Мурманська область
19. Платонова Марія Фролівна, Вологодська область
20. Плесцов, Сергій Інокентійович, Ярославська область
21. Плотникова Валентина Петрівна, Іркутська область
22. Покровський Олексій Іванович, Воронезька область
23. Полторацький Олексій Григорович, Омськ
24. Полухов Яків Ісаєвич, Московська область
25. Полякова Ганна Миколаївна, Горьковська область
26. Полянський Дмитро Степанович, Кримська область
27. Помаскіна Антоніна Іванівна, Свердловська область
28. Пономарьов Володимир Миколайович, Ленінград
29. Пономарьов Микола Григорович, Читинська область
30. Пономаренко Пантелеймон Кіндратович, Челябінськ
31. Попов Федір Васильович, Амурська область
32. Поскрьобишев Олександр Миколайович, Башкирська АРСР
33. Похвалін Володимир Павлович, Ленінград
34. Прозоров Петро Олексійович, Кіровська область
35. Прокоф'єв Василь Андрійович, Мурманська область
36. Прокоф'єв Олексій Макарович, Свердловська область
37. Проніна Поліна Тихонівна, Орловська область
38. Проскурін Олексій Дмитрович, Горький
39. Проферансов Дмитро Петрович, Чкаловська область
40. Прошунін Микола Емануїлович, Ставропольський край
41. Прушинський Яків Андрійович, Псковська область
42. Пузанов Микола Йосипович, Астраханська область
43. Пуцилло Марія Данилівна, Приморський край
44. Пушнова Клавдія Іванівна, Брянська область
45. Пчеляков Олександр Павлович, Сталінградська область
46. Пчолкіна Галина Олексіївна, Псковська область
47. Пчолова Зоя Петрівна, Томська область
48. Пшеніцин Микола Миколайович, Ленінградська область

## Р
1. Разліванова Віра Євстафіївна, Калузька область
2. Распопова Валентина Дмитрівна, Чуваська АРСР
3. Редькін Микола Юхимович, Краснодарський край
4. Реус Устинія Миколаївна, Ставропольський край
5. Решетников Петро Тимофійович, Кіровська область
6. Решетов Серафим Миколайович, Великолуцька область
7. Рогова Олександра Василівна, Алтайський край
8. Родін Ілля Федорович, Сахалінська область
9. Рожкова Марія Іванівна, Московська область
10. Романова Марія Михайлівна, Чуваська АРСР
11. Ромашков Андрій Павлович, Хабаровський край
12. Рудченко Ганна Василівна, Курська область
13. Румянцев Михайло Михайлович, Орловська область
14. Рупенко Пелагія Трохимівна, Астраханська область
15. Рябов Гаврило Георгійович, Саратовська область
16. Рябов Дмитро Іванович, Псковська область
17. Рябов Микола Микитович, Пензенська область

## С
1. Савельєв Дмитро Федорович, Удмуртська АРСР
2. Савін Михей Якович, Тюменська область
3. Савченко Микита Оникійович, Воронезька область
4. Савченко Олексій Омелянович, Курська область
5. Саланов Олексій Михайлович, Горьковська область
6. Салігаскарова Магафура Галіулівна, Башкирська АРСР
7. Салмін Олексій Федорович, Ульяновська область
8. Саляхов Шараф Саляхович, Татарська АРСР
9. Самойлов Іван Ілліч, Ленінградська область
10. Самойлов Ілля Карпович, Саратовська область
11. Самсонов Костянтин Якович, Москва
12. Самсонова Ірина Миколаївна, Ставропольський край
13. Сапожников Василь Матвійович, Смоленська область
14. Сараєв Тимофій Євдокимович, Рязанська область
15. Сараєв Федір Трифонович, Читинська область
16. Саратовських Володимир Панасович, Кемеровська область
17. Сафронов Арсеній Михайлович, Башкирська АРСР
18. Свєтлаков Микола Іванович, Кіровська область
19. Себін Іван Сергійович, Ленінград
20. Севастьянов Петро Васильович, Новосибірська область
21. Селіванова Ганна Сергіївна, Саратовська область
22. Селюкін Михайло Йосипович, Мордовська АРСР
23. Семенов Олексій Пилипович, Брянська область
24. Семенов Петро Павлович, Красноярський край
25. Семенов Степан Кузьмич, Грозненська область
26. Семенова Євдокія Семенівна, Псковська область
27. Сергєєв Сергій Петрович, Владимирська область
28. Сергєєва Ксенія Павлівна, Великолуцька область
29. Серьогін Іван Михайлович, Ульяновська область
30. Сєвєрухін Олександр Миколайович, Горьковська область
31. Сєдова Ольга Георгіївна, Калінінградська область
32. Сєренко Микита Васильович, Алтайський край
33. Сивухіна Ольга Василівна, Куйбишевська область
34. Сидельников Михайло Єфремович, Приморський край
35. Сидорова Ніна Володимирівна, Курська область
36. Сизов Микола Трохимович, Московська область
37. Сиряпін Дмитро Олексійович, Новгородська область
38. Сисоєв Федір Тимофійович, Кіровська область
39. Ситнянський Дмитро Федосійович, Омськ
40. Сичов Іван Федорович, Саратовська область
41. Скобельцин Дмитро Володимирович, Ростов-на-Дону
42. Скопинов Георгій Феофанович, Сахалінська область
43. Скорик Катерина Антонівна, Кемеровська область
44. Скрябова Ольга Костянтинівна, Воронезька область
45. Славіна Варвара Федорівна, Тульська область
46. Слайковський Захар Пилипович, Великолуцька область
47. Слюнін Василь Тихонович, Орловська область
48. Смирнов Анатолій Олександрович, Горьковська область
49. Смирнов Борис Пилипович, Івановська область
50. Смирнов Микола Іванович, Воронезька область
51. Смоленська Параска Іванівна, Калінінська область
52. Смольянінов Іван Олександрович, Томська область
53. Снєжніна Надія Михайлівна, Ульяновська область
54. Соболєв Євген Федорович, Башкирська АРСР
55. Сокерін Олексій Георгійович, Кіровська область
56. Соколов Леонід Петрович, Татарська АРСР
57. Соколов Микола Олександрович, Ленінградська область
58. Соколов Олексій Гаврилович, Смоленська область
59. Соколов Олексій Григорович, Саратовська область
60. Соловйов Григорій Миколайович, Марійська АРСР
61. Соловйов Леонід Миколайович, Молотовська область
62. Соловйов Сергій Олексійович, Чкаловська область
63. Солодкая Зоя Іванівна, Москва
64. Сомов Олександр Васильович, Чуваська АРСР
65. Сорокін Макар Андрійович, Ленінград
66. Спиридонова Ганна Федорівна, Куйбишевська область
67. Споров В'ячеслав Якович, Тамбовська область
68. Сталін Василь Йосипович, Московська область
69. Сталін Йосип Віссаріонович, Ленінград
70. Статірова Олександра Тимофіївна, Челябінська область
71. Степанов Павло Михайлович, Смоленська область
72. Степанова Зінаїда Іванівна, Калінінська область
73. Степанова Клавдія Василівна, Ярославська область
74. Стояков Микола Олександрович, Саратов
75. Стратієнко Петро Микитович, Краснодарський край
76. Стрельникова Агнія Павлівна, Удмуртська АРСР
77. Субботін Георгій Максимович, Молотовська область
78. Суєтін Михайло Сергійович, Удмуртська АРСР
79. Сурін Петро Васильович, Куйбишев
80. Сурков Олексій Олександрович, Курська область
81. Суслов Михайло Андрійович, Куйбишев
82. Суслов Олексій Петрович, Горьковська область
83. Сухарєв Георгій Іванович, Владимирська область
84. Сухов Олексій Миколайович, Іркутська область
85. Суходольський Володимир Миколайович, Воронезька область
86. Счотчиков Георгій Семенович, Смоленська область

## Т
1. Таланова Галина Іллівна, Куйбишев
2. Тарасов Михайло Петрович, Молотовська область
3. Твардовський Олександр Трифонович, Воронезька область
4. Тенятов Віктор Якович, Горьковська область
5. Терещенко Олексій Григорович, Алтайський край
6. Тихонов Микола Семенович, Ставропольський край
7. Тищенко Володимир Йосипович, Курська область
8. Тлостанов Калімет Тутович, Кабардинська АРСР
9. Томілов Петро Андрійович, Челябінська область
10. Томський Микола Васильович, Костромська область
11. Тотоєв Віктор Сосланбекович, Північно-Осетинська АРСР
12. Тоттьмянін Іван Михайлович, Молотовська область
13. Трапезников Микола Галактіонович, Ростовська область
14. Третьяков Аркадій Тихонович, Красноярський край
15. Третьякова Олена Іванівна, Московська область
16. Троскіна Тетяна Павлівна, Горьковська область
17. Троценко Стефанія Яківна, Кримська область
18. Трусков Олександр Федорович, Іркутська область
19. Туаєва Ольга Миколаївна, Північно-Осетинська АРСР
20. Тузов Михайло Петрович, Горький
21. Тульнов Петро Львович, Калінінградська область
22. Тур Іван Петрович, Новосибірська область
23. Турбін Олександр Георгійович, Красноярський край
24. Тюнін Сократ Миколайович, Воронезька область
25. Тюрін Іван Павлович, Брянська область

## У
1. Уваров Олександр Михайлович, Ленінградська область
2. Улін Василь Іванович, Башкирська АРСР
3. Усаченко Стефан Романович, Курська область
4. Устинов Володимир Іванович, Москва
5. Уховцева Таїса Павлівна, Молотовська область
6. Ушакова Анна Іванівна, Чкаловська область
7. Ушакова Єлизавета Іванівна, Московська область

## Ф
1. Фадєєв Іван Іванович, Алтайський край
2. Фадєєв Олександр Олександрович, Калінінська область
3. Фалалєєв Микола Георгійович, Красноярський край
4. Федін Костянтин Олександрович, Москва
5. Федоров Олександр Григорович, Воронезька область
6. Філімонов Донат Кирилович, Томська область
7. Фірсов Кузьма Степанович, Псковська область
8. Фокін Павло Миколайович, Тамбовська область
9. Фоміних Іван Максимович, Кемеровська область
10. Фролов Валеріан Олександрович, Архангельська область
11. Фузенко Іван Пантелійович, Амурська область
12. Фурсов Григорій Петрович, Воронезька область

## X
1. Халєєв Михайло Іполитович, Комі АРСР
2. Хасанзянова Ашрафруй Хасанівна, Татарська АРСР
3. Хатанзейський Петро Мокійович, Архангельська область
4. Хахаліна Олена Григорівна, Ленінградська область
5. Хімич Георгій Лукіч, Свердловськ
6. Хісамова Нафіса Хадеевна, Татарська АРСР
7. Хмелінін Никифор Терентійович, Свердловська область
8. Хоренко Іван Галактіонович, Ростовська область
9. Хоркова Фаїна Матвіївна, Курська область
10. Храмайков Федір Тихонович, Тульська область
11. Храмов Іван Макарович, Мордовська АРСР
12. Хренников Тихон Миколайович, Новгородська область
13. Хрущов Микита Сергійович, Москва
14. Хубаєв Геннадій Олександрович, Калузька область

## Ц
1. Цвєтков Григорій Михайлович, Москва
2. Цвєткова Віра Семенівна, Івановська область
3. Цесарський Віктор Прохорович, Приморський край
4. Цуканов Костянтин Миколайович, Рязанська область
5. Цидинжапов Гомбожап Цидинжапович, Бурят-Монгольська АРСР
6. Циремпілон Доржі Циремпілович, Бурят-Монгольська АРСР
7. Цюпа Никифор Ілліч, Краснодарський край

## Ч
1. Чабанов Федір Васильович, Алтайський край
2. Чадаєв Яків Єрмолайович, Кіровська область
3. Чалдаєва Анастасія Іванівна, Пензенська область
4. Черезов Іван Васильович, Тюменська область
5. Черьомушкин Матвій Олексійович, Красноярський край
6. Черепніна Марія Володимирівна, Москва
7. Черепов Олексій Ілліч, Алтайський край
8. Черкашина Агрипіна Іванівна, Чкаловська область
9. Чернов Ілля Іванович, Владимирська область
10. Черноусов Борис Миколайович, Смоленська область
11. Черних Акулина Михайлівна, Воронезька область
12. Черняєв Костянтин Петрович, Москва
13. Четвериков Володимир Сергійович, Ярославська область
14. Чертов Дмитро Антонович, Ростовська область
15. Чилікіна, Марія Софронівна, Сталінградська область
16. Чирков Вікентій Миколайович, Удмуртська АРСР
17. Чуваков Зотей Андрійович, Челябінська область
18. Чуватов Василь Якович, Мордовська АРСР
19. Чугунов Іван Іванович, Краснодарський край
20. Чупракова Ніна Омелянівна, Амурська область
21. Чурін Олександр Іванович, Свердловська область
22. Чуркін Юхим Федорович, Смоленська область
23. Чуркіна Антоніна Миколаївна, Ленінград

## Ш
1. Шабаліна Антоніна Спиридонівна, Ростовська область
2. Шаманов Інокентій Іванович, Бурят-Монгольська АРСР
3. Шаповалов Володимир Семенович, Кемеровська область
4. Шапошник Олексій Петрович, Воронезька область
5. Шарова Ганна Кирилівна, Свердловська область
6. Шаталін Григорій Іванович, Хабаровський край
7. Шатрова Олександра Костянтинівна, Молотовська область
8. Шаханов Василь Максимович, Орловська область
9. Шашков Григорій Іванович, Новосибірська область
10. Шаяхметова Халіза Габдрахманівна, Башкирська АРСР
11. Шведова Зоя Дмитрівна, Смоленська область
12. Шверник Микола Михайлович, Московська обл.
13. Шевелькіна Клавдія Іванівна, Вологодська область
14. Шевченко Сергій Васильович, Алтайський край
15. Шелепін Олександр Миколайович, Горьківська область
16. Шестаков Кирило Потапович, Красноярський край
17. Шестаков Петро Григорович, Дагестанська АРСР
18. Шиловцев Сергій Павлович, Куйбишев
19. Шипова Валентина Іванівна, Москва
20. Шихалєєва Марія Петрівна, Кіровська область
21. Шкарбань Іван Григорович, Новосибірськ
22. Шкірятов Матвій Федорович, Тульська область
23. Шкурова Валентина Миколаївна, Пензенська область
24. Шмарьов Олексій Тихонович, Татарська АРСР
25. Шмельов Іван Андрійович, Ленінградська область
26. Шостакович Дмитро Дмитрович, Ленінград
27. Штеменко Сергій Матвійович, Орловська область
28. Шунько Михайло Никифорович, Кемеровська область

## Щ
1. Щеглова Лідія Михайлівна, Ростовська область
2. Щелко Ілля Михайлович, Московська область
3. Щепликов Олексій Тихонович, Калінінська область
4. Щербаков Прохор Васильович, Марійська АРСР
5. Щоголев Григорій Григорович, Рязанська область

## Ю
1. Юдіна Тетяна Федорівна, Владимирська область
2. Юзбеков Бейбала Бейбалайович, Дагестанська АРСР
3. Юренкова Зінаїда Миколаївна, Великолуцька область

## Я
1. Яблоков Дмитро Дмитрович, Томська область
2. Яранцева Анфіса Яківна, Кримська область
3. Ярочкін Іван Васильович, Курська область
4. Яснов Михайло Олексійович, Москва
5. Яшечкін Пилип Васильович, Воронезька область